# 脱氧血红蛋白
脱氧血红蛋白（英語：deoxygenated h(a)emoglobin，缩写Hb，或译去氧血红蛋白），旧称还原血红蛋白（reduced h(a)emoglobin，或译还原态血红蛋白），指未与氧分子结合的血红蛋白，可在载氧/脱氧反应中与氧合血红蛋白相互转换。

## 性状
- 呈蓝紫色。